# El lugar inalcanzable
El lugar inalcanzable es una novela de la uruguaya Claudia Amengual, publicada en 2018.
La narración en tiempo presente se desarrolla un primero de enero de 1992 en una hostería de Villa Carlos Paz, en donde una sospechosa muerte da lugar a un interminable interrogatorio a múltiples testigos. Un viajero entrado en años comienza a narrar una larga historia de vida con sorprendentes aristas.
A raíz de un viaje de estudios a París para investigar la vida y obra de Susana Soca, Amengual la retrata delicadamente como personaje de ficción en esa ciudad ocupada por los nazis.